# Spundbajonett
Das Spundbajonett ist eine frühe Form des Bajonett, welches mit dem Griff in den Gewehrlauf gesteckt wird, um sich im Notfall (zum Beispiel bei nicht schussbereiter Waffe) gegen einen Angreifer verteidigen zu können. Ein ungünstiger Nebeneffekt dieser Ausführung war, dass der Lauf der Waffe verschlossen war, sodass weder ein Schuss abgefeuert noch nachgeladen werden konnte.

## Beschreibung

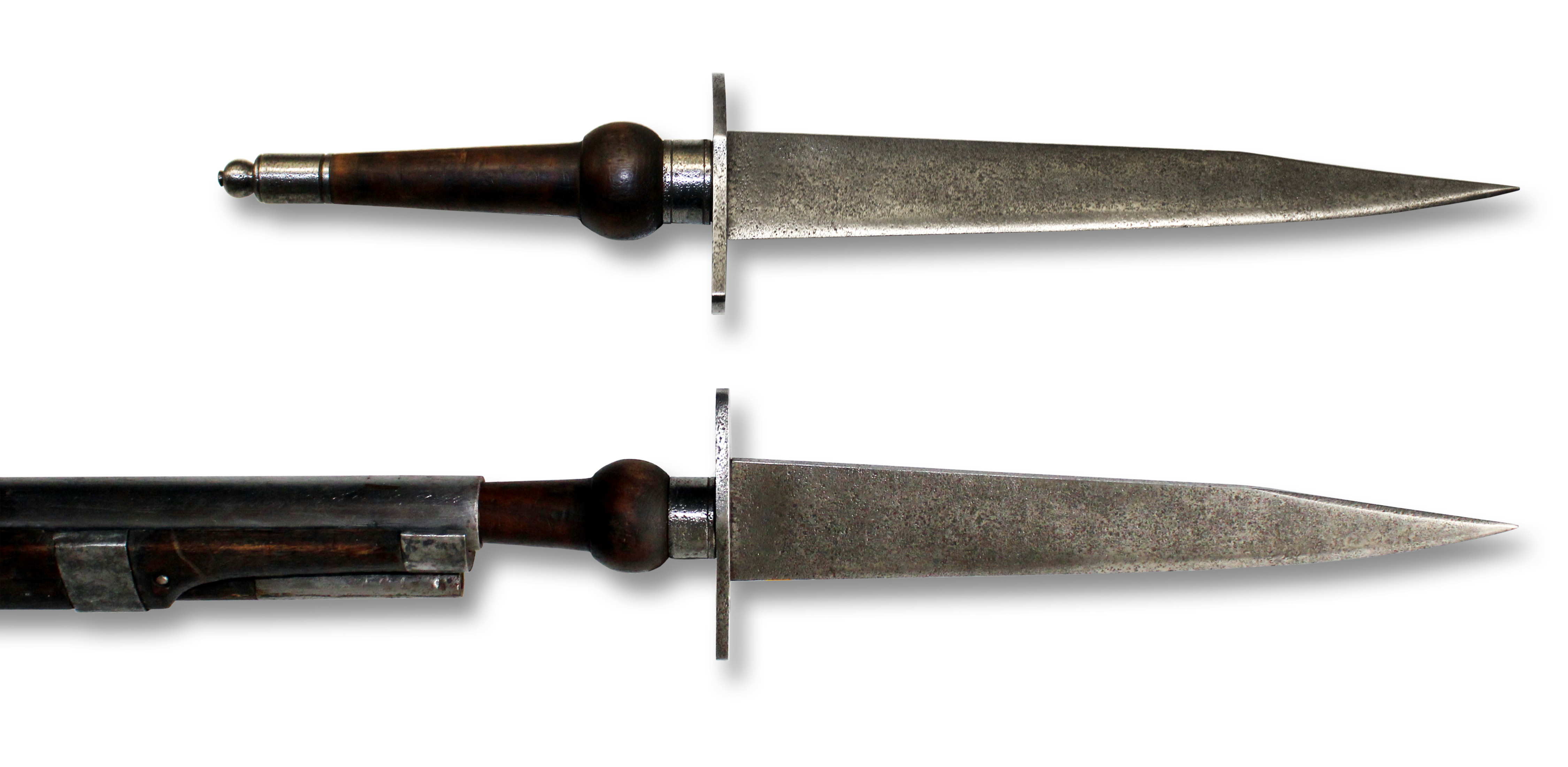
Spundbajonett, aufgepflanzt auf Luntenschlossgewehr in der WTS-Koblenz

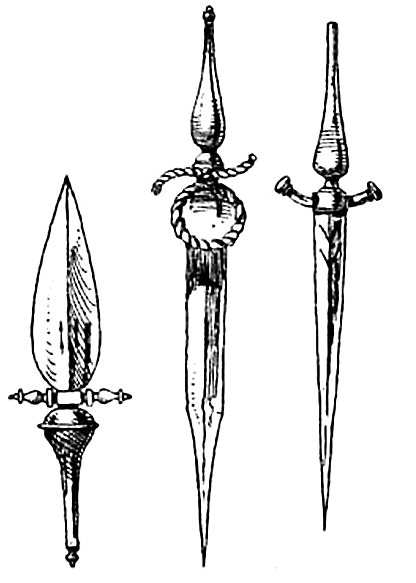

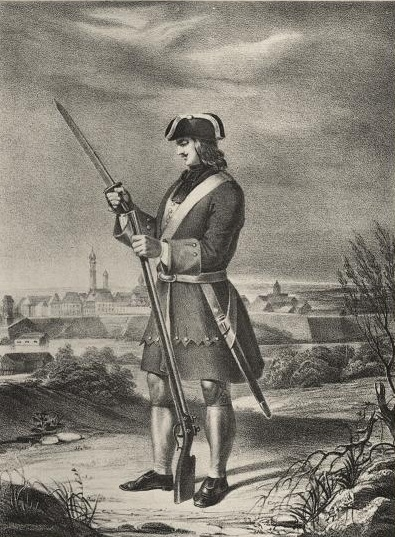
Darstellung eines russischen Infanteristen aus dem frühen 18. Jahrhundert (ca. 1710) beim aufpflanzen eines Spundbajonett

Das Spundbajonett hat meist eine gerade, zweischneidige, blattförmige Klinge. Die Klinge gibt es in unterschiedlichen Formen. Glatt, ohne Mittelgrat oder Hohlschliff, mit Mittelgrat oder mit Hohlschliff. Das Heft besteht zumeist aus Holz oder Horn und hat eine kurze Parierstange. Der Knauf ist abgerundet um das Spundbajonett in den Gewehrlauf einstecken zu können. Das Heft des Spundbajonetts ist dem Kaliber des jeweiligen Gewehres angepasst. Der Vorläufer des Spundbajonetts ist eine Jagdwaffe. Die Klinge einer Saufeder wurde mit einem Heft versehen (siehe Zeichnung, linke Skizze), um nach einem verwundenden Schuss das noch nicht verendete Wild zu töten. Wenn das Spundbajonett nicht am Gewehr angebracht war, konnte es als Dolch verwendet werden. Der erste schriftliche Nachweis für die Verwendung als Bajonett stammt aus dem Zeughaus zu Dresden aus dem Jahr 1669. Dort ist es beschrieben als „zu den Musqueden gehöriges Messer“. Später wurden die Bajonette unter dem Gewehrlauf angebracht, um auch feuern zu können, während das Bajonett am Gewehr angebracht ist.

## Hintergrund
Die Einführung dieser Waffenart dürfte auf die Notwendigkeit zurückgehen, den Schutz der Musketiere auf dem Schlachtfeld zu erhöhen, die in dem Zeitraum unmittelbar nach der Schussabgabe bis zum Abschluss des Nachladevorgangs sehr angreifbar waren. Allerdings verhinderte gerade die Anbindung des Spundbajonetts in der Laufmündung ein zügiges Nachladen.
Im Brockhaus’ Konversations-Lexikon, Ausgabe von 1901 findet sich ein Abschnitt: »Bajonett (frz. baionette), eine mäßig lange Klinge, die am Lauf des Gewehres so befestigt wird, dass dieses sich in eine Stoßwaffe verwandelt. Der Gebrauch dieser Waffe tritt zuerst gegen die Mitte des 17. Jahrhunderts in der französischen Armee auf und geht aus dem Bestreben hervor, die mit dem Feuergewehr bewaffneten Schützen zur Verteidigung gegen die Reiterei geschickt und somit von dem Schutze der Pikeniere unabhängig zu machen… In den französischen Kriegen wurde die Bajonettattacke allgemein. Gegenwärtig wird sie zwar noch geübt, ihre Anwendung wird sich aber auf Ausnahmefälle beschränken.«
Der deutsche Gesellschaftstheoretiker Friedrich Engels schrieb im September 1857 in der New American Cyclopædia: »Diese Waffe, jetzt allgemein für die ganze Linieninfanterie eingeführt, ist, wie man annimmt, in Frankreich (offensichtlich in Bayonne, wonach sie benannt ist) um 1640 erfunden worden. Nach anderen Berichten übernahmen sie die Holländer von den Malayen, die ihren Kris oder Dolch auf ihre Flinte pflanzten. In Frankreich wurde das Bajonett 1679 eingeführt. Bis zu dieser Zeit hatten die Musketiere keine wirksame Waffe für den Nahkampf, und man mußte ihnen daher Pikeniere zuteilen, damit sie vor einem nahen Feind geschützt waren. Das Bajonett befähigte die Musketiere, der Kavallerie oder den Pikenieren Widerstand zu leisten und verdrängte so allmählich die letztere Waffengattung. Ursprünglich war es an einem Stock befestigt, der in den Flintenlauf eingeführt wurde; aber da es so den Soldaten mit aufgepflanztem Bajonett am Schießen hinderte, wurde später der Zylinder, der den Gewehrlauf umschließt, erfunden. Die Pike selbst blieb noch über ein halbes Jahrhundert lang als Infanteriewaffe erhalten. Die Österreicher waren die ersten, die sie für ihre ganze Linieninfanterie gegen die Flinte und das Bajonett vertauschten. Die Preußen folgten im Jahre 1689. Die Franzosen schafften die Pike erst 1703 völlig ab, die Russen nicht vor 1721. Die Schlacht von Speyer im Jahre 1703 war die erste, in der die Infanterie mit aufgepflanzten Bajonetten zum Angriff vorging. Für die leichte Infanterie ist das Bajonett jetzt im allgemeinen durch eine kurze, gerade und dolchartige Klinge ersetzt worden, die in einer Schiene seitwärts der Mündung des Gewehrs befestigt werden kann. Natürlich ist es so weniger gut befestigt, da aber diese Art der Infanterie nur in Ausnahmefällen in Linien zum Einsatz kommt, wird dieser Mangel durch die Vielfalt der Anwendungsmöglichkeiten dieser Waffe ausgeglichen.«